# هروشوف (ناحیه ملادا بولسلاف)
هروشوف (به چکی: Hrušov) یک منطقهٔ مسکونی در جمهوری چک است که در ناحیه ملادا بولسلاو واقع شده‌است.